# Discus articularis

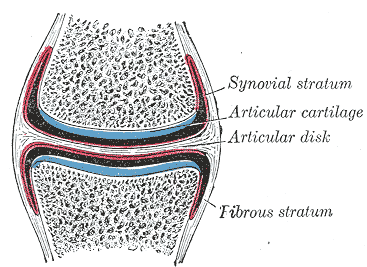
Gelenk mit Gelenkscheibe

Ein Discus articularis (oder auch Fibrocartilago interarticularis von lat. Gelenkscheibe) ist eine aus Faserknorpel und straffem, parallelfasrigen Bindegewebe aufgebaute Zwischengelenkscheibe (ähnlich wie die Menisken), die üblicherweise die Gelenkhöhle in zwei voneinander getrennte Kammern unterteilt.
Gelenkscheiben sind üblicherweise frei von Nerven und Blutgefäßen, sie werden über Diffusion aus der Gelenkflüssigkeit (Synovia) ernährt.

## Funktion
Gelenkscheiben haben mehrere Aufgaben. Sie dienen der Vergrößerung der Kontaktfläche zwischen den Gelenkanteilen. Des Weiteren gleichen sie Ungleichheiten (Inkongruenzen) der Gelenkflächen aus und puffern zusätzlich den auf dem Gelenk lastenden Druck ab und verteilen ihn. Außerdem unterstützen sie die Führung des Gelenkkopfes in der -pfanne.

## Beispiele
Typische Beispiele für Gelenkscheiben befinden sich
- im Brustbein-Schlüsselbein-Gelenk oder auch Sternoklavikulargelenk (Articulatio sternoclavicularis) zwischen Schlüsselbein (Clavicula) und Brustbein (Sternum),
- im Schultereckgelenk (Articulatio acromioclavicularis) zwischen Schlüsselbein und Schulterblatt (Scapula),
- zwischen Elle (Ulna) und Dreiecksbein sowie
- im Kiefergelenk (Articulatio temporomandibularis) zwischen Unterkiefer (Mandibula) und Schläfenbein (Os temporale).

Während die ersten drei bei den meisten Säugetieren fehlen, ist die Gelenkscheibe im Kiefergelenk bei allen Säugetieren ausgebildet. Disci gibt es schon bei Fischen, z. B. am Oberkiefer bei Stachelflossern.